# Ja'ara
Ja'ara (hebrejsky יַעֲרָה, v oficiálním přepisu do angličtiny Ya'ara) je vesnice typu mošav v Izraeli, v Severním distriktu, v Oblastní radě Ma'ale Josef.

## Geografie
Leží v nadmořské výšce 175 metrů, v hornaté oblasti na západních svazích Horní Galileji, cca 7 kilometrů od břehů Středozemního moře a 3 kilometry od libanonských hranic. Severně od vesnice přitéká z hor od východu vádí Nachal Becet, jehož údolí je tu sevřeno prudkými svahy (na severu Ramat Adamit), ale pak se otevírá do širšího údolí Bik'at Šefa, jež už je výběžkem izraelské pobřežní planiny. Od severu tu do něj přitéká vádí Nachal Namer, podél jižní strany vesnice je to Nachal Cuva. Jižním a jihozápadním směrem se rozkládá mírně zvlněná pahorkatina členěná nevýraznými vrchy jako Har Poreach.
Obec se nachází cca 10 kilometrů severovýchodně od města Naharija, cca 115 kilometrů severoseverovýchodně od centra Tel Avivu a cca 33 kilometrů severovýchodně od centra Haify. Ja'ara obývají Židé, přičemž osídlení v tomto regionu je převážně židovské. Zcela židovská je oblast západně odtud, v pobřežní planině, i na severní straně při hranicích s Libanonem. Na jižní a východní straně začíná území s vyšším podílem obcí, které obývají izraelští Arabové.
Ja'ara je na dopravní síť napojen pomocí místní silnice číslo 899, která vede na východ k vesnici Goren. Další místní komunikace vede jižním směrem do mošavu Avdon.

## Dějiny
Ja'ara byl založen v roce 1950. Zakladateli osady byla skupina židovských přistěhovalců ze severní Afriky.
Mošav vznikl na pozemcích zaniklé arabské vesnice Arab al-Samnija, která zde´stávala do války za nezávislost v roce 1948. Roku 1945 měla 200 obyvatel. Během války byla tato oblast v říjnu 1948 v rámci Operace Hiram ovládnuta židovskými silami a arabské obyvatelstvo bylo vysídleno. Poblíž vesnice ale zůstala skupina arabských polokočovných Beduínů, pro které tu vyrostla skupina domů. Tito Beduíni navštěvují integrovanou základní školu ve vesnici Becet. Šlo o první obec v Izraeli se smíšenou, židovsko-beduínskou populací.
V obcí fungují zařízení předškolní péče, základní škola Šalom Alejchem (שלום עליכם) je ve vesnici Becet. K dispozici je tu zdravotní ordinace, obchod, společenské centrum a sportovní areály. Obec prochází stavební expanzí, ve které se nabízí 36 stavebních pozemků.

## Demografie
Obyvatelstvo mošavu Ja'ara je složeno z Židů i Beduínů. Podle údajů z roku 2014 tvořili naprostou většinu obyvatel v Ja'ara Židé - cca 500 osob (včetně statistické kategorie "ostatní", která zahrnuje nearabské obyvatele židovského původu ale bez formální příslušnosti k židovskému náboženství, cca 500 osob).
Jde o menší sídlo vesnického typu s dlouhodobě mírně rostoucí populací. K 31. prosinci 2014 zde žilo 642 lidí. Během roku 2014 populace stoupla o 0,3 %.
| Rok            | 1961 | 1972 | 1983 | 1995 | 2001 | 2003 | 2004 | 2005 | 2006 | 2007 | 2008 | 2009 | 2010 | 2011 | 2012 | 2013 | 2014 |
| -------------- | ---- | ---- | ---- | ---- | ---- | ---- | ---- | ---- | ---- | ---- | ---- | ---- | ---- | ---- | ---- | ---- | ---- |
| Počet obyvatel | 285  | 291  | 322  | 357  | 490  | 534  | 538  | 537  | 533  | 552  | 572  | 532  | 543  | 587  | 620  | 640  | 642  |